# Ulm Rangierbahnhof

Ulm Rangierbahnhof, bahnamtlich als Ulm Rbf bezeichnet, ist der Rangierbahnhof der baden-württembergischen Großstadt Ulm. Er wurde zwischen 1903 und 1911 als Ergänzung zum Ulmer Hauptbahnhof errichtet und 1994 zum Knotenbahnhof herabgestuft. Neben dem Rangierbahnhof gibt es im Güterverkehr in Ulm seit 2005 noch den Ulmer Umschlagbahnhof.

## Lage
Der Rangierbahnhof befindet sich westlich der Ulmer Innenstadt an der Grenze der Ulmer Stadtteile Eselsberg im Norden sowie Söflingen im Süden. Die Bahnstrecke Ulm–Sigmaringen verläuft nördlich am Rangierbahnhof entlang. Er erstreckt sich auf einer Länge von 2,5 Kilometern, wobei er in zwei Teile aufgeteilt ist. Der Hauptteil des Rangierbahnhofs befindet sich im Westen, östlich davon befindet sich kurz vor der Ulmer Stadtgrenze eine weitere Abstellgruppe, die mit dem Hauptteil über ein parallel zur Sigmaringer Strecke verlaufendes Gleis verbunden ist. An der Sigmaringer Strecke befindet sich nordöstlich des Hauptteils des Rangierbahnhofs der Bahnhof Söflingen.
Drei Brücken führen als Verbindung der nördlichen und südlichen Ulmer Stadtteile über den Rangierbahnhof. Im Osten überquert die Bundesstraße 10 mit der Wallstraßenbrücke die Gleise, auf Höhe des Söflinger Bahnhofs die Lupferbrücke und im Osten der zusätzlichen Abstellgruppe seit 2002 die Umgehungsstraße K 9915 als Kurt-Schumacher-Ring. Wegen starker Schäden wurde die Beringerbrücke in der Mitte des Rangierbahnhofs 2017 für den Autoverkehr gesperrt, 2019 dann auch für Fußgänger und Fahrradfahrer und schließlich 2021 abgerissen. Im Norden der Gleise verläuft die Straße Am Bleicher Hag, die westlich der Beringerbrücke In der Wanne heißt. Zwischen den beiden Teilen des Rangierbahnhofs unterquert der Fluss Blau die Gleise.

## Geschichte

### Planung und Bau
Bereits am 1. Juni 1850 erhielt Ulm mit der Württembergischen Südbahn nach Friedrichshafen und der Ostbahn (heute Filstalbahn) nach Stuttgart Anschluss an das württembergische Eisenbahnnetz und der Bahnhof Ulm wurde im Westen der Innenstadt eröffnet. Nach der Eröffnung weiterer Eisenbahnstrecken in den nachfolgenden Jahren war der Bahnhof Ulm zu klein geworden und wurde stetig vergrößert. Ende des 19. Jahrhunderts konnte die Güterbehandlungsanlage den Verkehr nicht mehr aufnehmen, eine Erweiterung der bestehenden Anlagen war nicht mehr möglich. Da Ulm allerdings eine Festungsstadt des Deutschen Kaiserreichs war, konnte nicht einfach auf dem Gelände vor der Stadt ein neuer Bahnhof gebaut werden. Daher kauften die Königlich Württembergischen Staats-Eisenbahnen am 5. Februar 1899 67.259 Quadratmeter Festungsgelände von der Stadt Ulm, um an dieser Stelle einen neuen Güter- und Rangierbahnhof zu errichten. Am 25. September 1902 gestattete der württembergische König Wilhelm II. der Eisenbahnverwaltung, die benötigten Grundstücke zwangszuenteignen. Anfang 1903 wurde ein umfassender Umbau der Ulmer Bahnhofsanlagen endgültig genehmigt. Dabei enthalten war auch der neue Rangierbahnhof, der sich am westlichen Stadtrand entlang der Bahnstrecke Ulm–Sigmaringen befinden sollte. Noch im Januar 1903 wurde mit dem Bau begonnen. Das an dieser Stelle stehende Glacis-Wäldchen wurde abgeholzt und der Wallgraben aufgefüllt. Um Platz für den Rangierbahnhof zu schaffen, wurden die Sigmaringer Strecke und der Bahnhof Söflingen nach Norden verlegt. Zum Ulmer Bahnhof sowie zur Filstalbahn nach Stuttgart, zur Brenzbahn nach Aalen und zur Sigmaringer Strecke wurden Verbindungsgleise angelegt.
Im September 1905 wurde nach elf Monaten Bauzeit die den Rangierbahnhof und die Sigmaringer Strecke im Osten überspannende Wallstraßenbrücke vollendet, die mit einer Weite von 65,5 Metern der größte Spannbetonbau Württembergs war. 1906 wurde die 39 Meter lange und sechs Meter breite Lupferbrücke errichtet, die den Rangierbahnhof auf Höhe des Söflinger Bahnhofs überquerte. Im Oktober 1906 wurde der erste Teilabschnitt des Rangierbahnhofs eröffnet, der aus vier Einfahrgleisen sowie acht Richtungs- und Ablaufgleisen bestand. Am westlichen Ende des Rangierbahnhofs wurde am 28. April 1907 im Zuge der Verlegung der Sigmaringer Strecke nach Norden der neue Bahnhof Söflingen errichtet, der alte Söflinger Bahnhof blieb als Güterbahnhof erhalten. In den Jahren 1907 und 1908 wurde die Beringerbrücke erbaut, die mittig über den Rangierbahnhof führte. Die eiserne Fachwerkbrücke ersetzte den bisherigen schienengleichen Bahnübergang. Im Frühling 1908 begannen die Bauarbeiten für die am Blaubeurer Tor liegende Güterabfertigung des Rangierbahnhofs. Zwischen 1910 und 1912 wurde am Rangierbahnhof für die Güterzug- und Rangierlokomotiven ein Bahnbetriebswerk errichtet, das als Bw Ulm Rbf bezeichnet wird. Am 12. Juni 1911 wurde der zwölf Millionen Goldmark teure Rangierbahnhof schließlich endgültig fertiggestellt. Zur besseren Anbindung des Rangierbahnhofs wurde die Sigmaringer Strecke bis zum 19. März 1912 zwischen Ulm und Söflingen zweigleisig ausgebaut.

### Betrieb
Die Deutsche Reichsbahn-Gesellschaft baute den Bahnhof in den 1920er und 1930er Jahren noch weiter aus, sodass der Bahnhof schließlich eine Länge von 2,5 km erhielt und drei Ablaufberge besaß. In den Jahren 1939 und 1940 errichtete die Deutsche Reichsbahn als Vorbereitung auf den Zweiten Weltkrieg eine zusätzliche Abstellgruppe mit acht Gleisen zwischen Söflingen und Ehrenstein. Dafür mussten 36.670 Quadratmeter Grund für 56.424 Reichsmark aufgekauft werden.
Im Zweiten Weltkrieg erfolgte am 9. August 1944 der erste Luftangriff auf den Rangierbahnhof. Dabei wurden die Haupteinfahrgruppe, die Ausfahrgruppe Kornwestheim, zehn Richtungsgleise, drei Stellwerke und das Bahnbetriebswerk schwer beschädigt. Der Betrieb am Rangierbahnhof musste kurzzeitig vollständig eingestellt werden. Am 10. und 13. September 1944 erfolgten weitere Luftangriffe, wobei die Haupteinfahrgruppe, die Ausfahrgruppe Kornwestheim, die Bahnhofsgruppe 1 und die Ortsgruppe zerstört wurden und der Betrieb erneut vollständig eingestellt werden musste. Am 17. Dezember 1944 wurde der bisher schwerste Luftangriff auf Ulm unternommen. Es wurden etwa 65 Sprengbomben und 3800 Brandbomben auf das Bahngebiet abgeworfen, wodurch Haupt- und Rangierbahnhof beinahe vollständig zerstört wurden. Bis zum 10. Januar 1945 war der Rangierbahnhof stillgelegt, am 22. Januar konnte der Betrieb teilweise wieder aufgenommen werden. Weitere Angriffe erfolgten im März und April. Am 19. April 1945 wurde der letzte Luftangriff auf den Ulmer Rangierbahnhof ausgeübt, wobei die Wallstraßenbrücke, die Einfahrgruppe, die Bahnhofsgruppen 1 und 2, die Ortsgruppe, die Richtungsgleise und der Ortsgüterbahnhof zerstört wurden. Ebenso wurde das Verwaltungsgebäude des Rangierbahnhofs gesprengt. Am 24. April 1945 marschierten die US-Truppen in Ulm ein.
Am 29. April 1946 konnte der Rangierbahnhof teilweise wieder in Betrieb genommen werden, 1949 wurde der Rangierbetrieb mit den größtenteils nur provisorisch behobenen Schäden vollständig wieder aufgenommen, bis 1962 wurde dann der Bahnhof grundlegend erneuert. Am 31. März 1949 wurde die Brücke des Verbindungsgleises von der Filstalbahn über die Gütergleise wieder eröffnet, wodurch die Güterzüge aus Stuttgart nun wieder direkt in den Rangierbahnhof einfahren konnten, ohne zuvor am Hauptbahnhof wenden zu müssen. Am 6. April 1951 wurde eine Rangierfunkanlage in Betrieb genommen. Im Oktober 1954 wurde das Dienst- und Sozialgebäude des Rangierbahnhofs eröffnet und bis zum 21. Februar 1955 ein neues Sozialgebäude für Außenpersonal und Rangierer errichtet. Bis zum 4. Juli 1960 wurde die im Krieg zerstörte Beringerbrücke, die den Rangierbahnhof mittig überquert, wiederaufgebaut. Im April 1970 wurde der bisher mit Formsignalen ausgestattete Rangierbahnhof weitgehend auf Lichtsignale umgestellt. 1972 wurde die Wallstraßenbrücke durch einen Neubau ersetzt, der am 25. Oktober desselben Jahres in Betrieb ging. Ab 1978 wurden dem Rangierbahnhof Ulm mehrere Knotenbahnhöfe unterstellt. Am 30. Januar 1980 wurde mit der Elektrifizierung des Rangierbahnhofs begonnen. Mit dem zunehmenden Verkehrsrückgang, der ab den frühen 1970er Jahren einsetzte, verlor der Rangierbahnhof mehr und mehr an Bedeutung, sodass er selbst im Mai 1994 zum Knotenbahnhof heruntergestuft wurde.

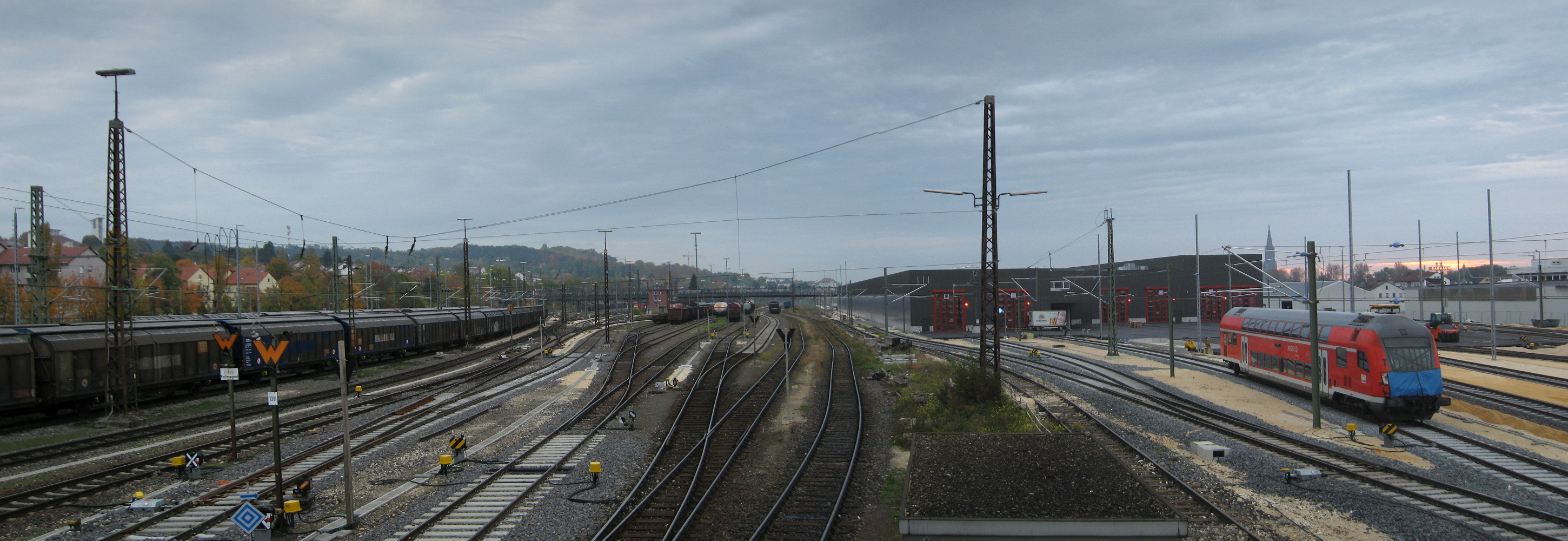
Umbauphase Oktober 2013 vom ehemaligen Stellwerk 11 aus gesehen

Im Zuge des Projekts Stuttgart 21 und der Neubaustrecke Wendlingen–Ulm sollen Teile des Stuttgarter Bahnbetriebswerks nach Ulm verlagert werden. Dafür wurden 2011 im südlichen Teil des Rangierbahnhofs die Richtungsgleise 23 bis 36, die Ortsgruppe, der Ortsgüterbahnhof und das Gleis 100 abgebaut. Anschließend wurde an dieser Stelle eine Fahrzeug-Instandhaltungs-, Behandlungs- und Abstellanlage (FIBA) errichtet, welche die bisherigen Ulmer Bahnbetriebswerke ersetzt. Die FIBA ging am 11. November 2013 in Betrieb und die Einweihung fand am 1. Februar 2014 statt.

## Aufbau

### Gleisanlagen

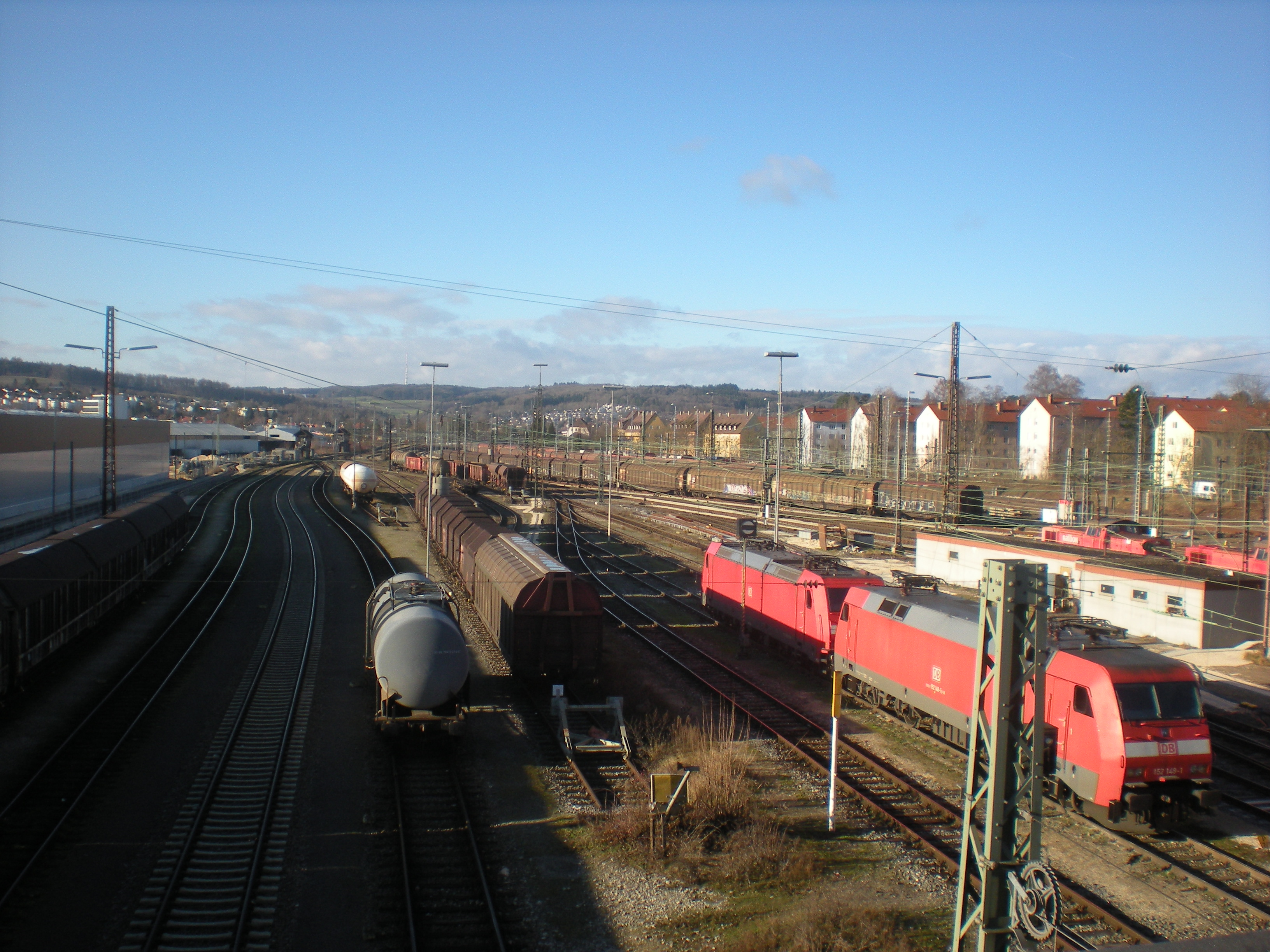
Gleisanlagen von der Beringerbrücke aus gesehen

Der Ulmer Rangierbahnhof war 2,5 Kilometer lang und 300 Meter breit. Im Norden des Rangierbahnhofs verläuft die Sigmaringer Strecke mit den Gleisen 1 und 2. Die südlich davon gelegene Haupteinfahrgruppe umfasst die Gleise 3 bis 12, wobei die Gleise 3 und 4 Ausfahrgleise zur Sigmaringer Strecke sind, während die Gleise 5 bis 12 die Einfahrgleise von der Brenzbahn aus Aalen, der Filstalbahn aus Stuttgart sowie vom Ulmer Hauptbahnhof sind. Die Gleise 3 bis 6 werden außerdem als Ausfahrgleise zur Brenzbahn verwendet. Südlich an die Haupteinfahrgruppe schließt das Bahnbetriebswerk Ulm Rbf an. Dann folgt die Ausfahrgruppe in Richtung der Filstalbahn und des Hauptbahnhofs mit den Gleisen 14 bis 17. Südlich davon befanden sich bis 2011 die Richtungsgleise 18 bis 36. Dort werden die Wagen für die Brenzbahn, die Sigmaringer Strecke und die Strecken in Richtung Hauptbahnhof gesammelt. Heute sind davon noch die Gleise 18 bis 22 erhalten, die restlichen Gleise wurden für die neue Werkstatt abgerissen. Westlich der Richtungsgleise lag die Ortsgruppe Ulm mit den Gleisen 40 bis 50. Dort wurden die Wagen für Ulm, Söflingen, Ehrenstein und Herrlingen gesammelt. Nördlich davon befinden sich die Bahnhofsgruppe 1 mit zwölf Gleisen und die Bahnhofsgruppe 2 mit acht Gleisen und dem Nebenablaufberg. In der Bahnhofsgruppe 1 werden die Wagen für die Filstalbahn und die Strecken in Richtung Ulm Hauptbahnhof gesammelt und die Züge gebildet, sie mündet in die Ausfahrgruppe mit den Gleisen 14–27. In der Bahnhofsgruppe 2 werden die Züge für die Sigmaringer Strecke und die Brenzbahn aus den auf den Richtungsgleisen gesammelten Wagen gebildet.
Östlich der Richtungsgleise lagen die Freiladegleise 60 bis 69 mit der Zollhalle des Zollamtes am Güterbahnhof, die Gleise der Umladehalle mit den Nummern 70 bis 79 und der Ortsgüterbahnhof mit den Gleisen 80 bis 90. Südlich der Richtungsgleise lagen die Gleise 91 und 92 der Viehverladerampe und 93 bis 95 der Entseuchungsanlage. Von der Ortsgruppe Ulm zweigte in Richtung Osten das Gleis 100 ab. Es band die Bahnmeisterei 2, das Transformatorenhaus, einige Anschlussgleise und die Westgleisharfe an den Rangierbahnhof an. In der Westgleisharfe, die südwestlich der Richtungsgleise liegt, werden die Wagen für die Industriegleise Ulm-West, die mit fünf Stammgleisen ursprünglich 40 Firmen in der Ulmer Weststadt anbanden, geordnet. Von ihr zweigen zwei Stammgleise der Industriegleise Ulm-West ab. Nach dem Abriss der Ortsgruppe und des Gleises 100 wird die Westgleisharfe über ein neues Gleis südlich der neu errichteten Fahrzeugwerkstatt direkt mit den Richtungsgleisen verbunden. Westlich der Beringerbrücke zweigt das sogenannte Kohlengleis von der Sigmaringer Strecke ab, das als Hinterstellungsgleis dient. Westlich des Bahnbetriebswerks befindet sich die Gleisgruppe für Packwagen. Über das Gleis 12a ist sie mit dem Bahnbetriebswerk verbunden.
Im Westen des Rangierbahnhofs liegt auf Höhe des Bahnhofs Söflingen der Hauptablaufberg mit den Gleisen 6 bis 10. Die Gleise 6 bis 8 sind Abdrückgleise, die Gleise 9 und 10 Abstellgleise. Bei den Gleisen 6 bis 9 handelt es sich außerdem um Einfahrgleise von der Sigmaringer Strecke. Nördlich davon befinden sich das Gleis 5, das als Abdrück- und Ausziehgleis des Nebenablaufbergs der Bahnhofsgruppe 2 dient, und die Gleise 1 bis 4 des Bahnhofs Söflingen. Über das Gleis 6a, das parallel zur zweigleisigen Sigmaringer Strecke verläuft, ist der Rangierbahnhof mit der Abstellgruppe zwischen Söflingen und Ehrenstein verbunden. Das Gleis 6a dient außerdem als Ausziehgleis des Hauptablaufbergs. Die Abstellgruppe besitzt acht Gleise und wurde in den Jahren 1939 und 1940 nachträglich errichtet. Von ihr führt ein Verbindungsgleis weiter in Richtung Ehrenstein.

### Stellwerke

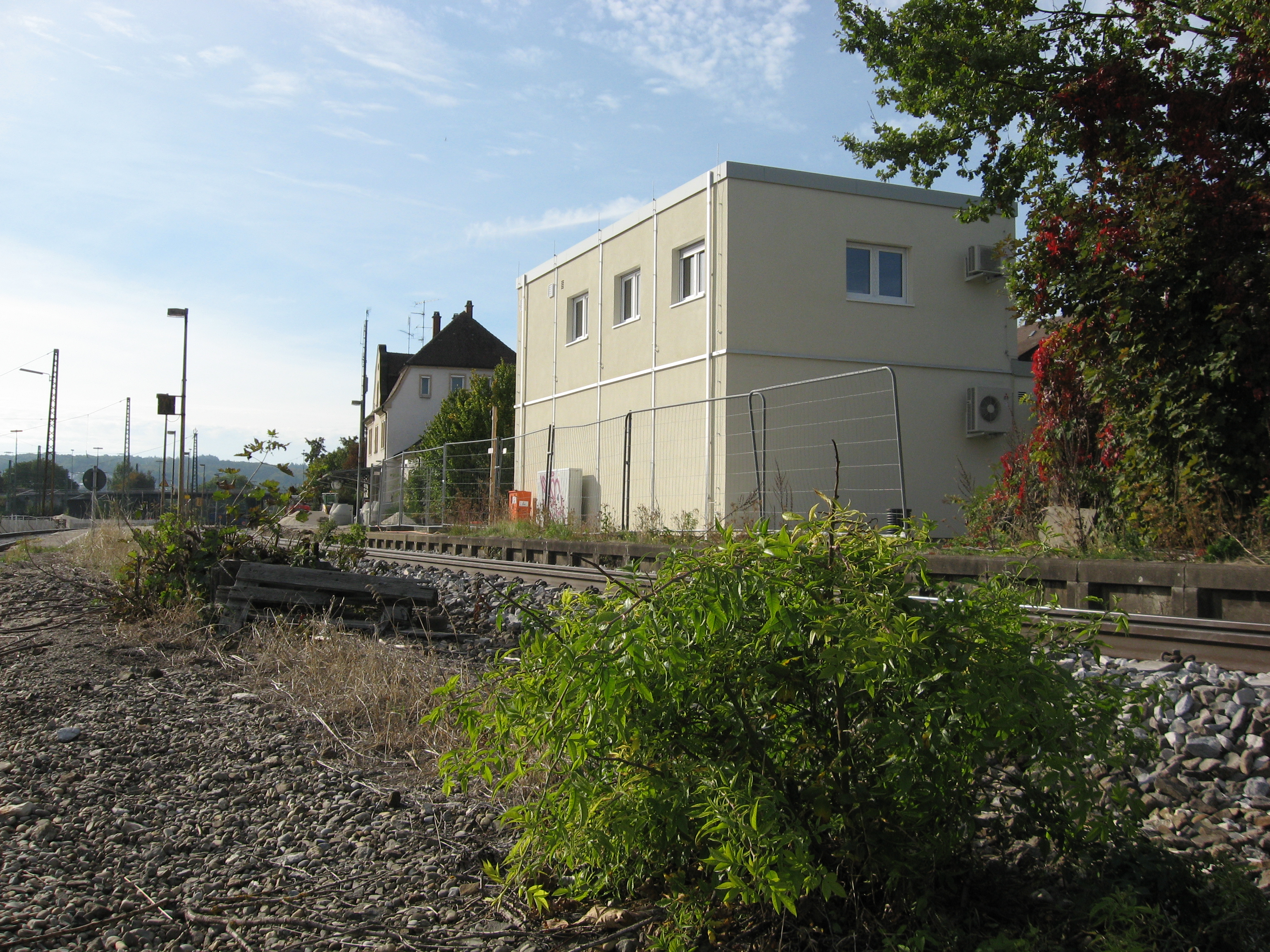
ESTW Ulm Söflingen

Beim Bau wurde der Rangierbahnhof als modernster Bahnhof der Königlich Württembergischen Staats-Eisenbahnen mit elektromechanischen Stellwerken von Siemens & Halske ausgestattet. Nach dem Zweiten Weltkrieg wurden die zerstörten Stellwerke teilweise auch durch Stellwerke anderer Bauarten ersetzt. Es waren elf Stellwerke vorhanden, die die Nummern 3 bis 13 besaßen, und von denen noch fünf bis zum 8. November 2013 in Betrieb waren. Am 11. November 2013 wurde ein neues elektronisches Stellwerk (ESTW) unmittelbar neben dem Bahnhof Söflingen in Betrieb genommen. Das ESTW ist örtlich besetzt und mit zwei Bedienplätzen ausgestattet.
| Stellwerk | Inbetriebnahme | Stilllegung   | Bauart                                    |
| --------- | -------------- | ------------- | ----------------------------------------- |
| 3         | 1949           | 8. Nov. 2013  | Siemens & Halske, Bauart 1912             |
| 4         | 1945           | 8. Nov. 2013  | Siemens & Halske, Bauart 1901             |
| 5         | 1957           | 5. März 1997  | Drucktastenstellwerk von Siemens          |
| 6         | 1910           | 8. Nov. 2013  | Siemens & Halske, Bauart 1901             |
| 7         | 1945           | 21. Mai 1997  | mechanisches Stellwerk, Einheitsbauart    |
| 8         | 1912           | 8. Nov. 2013  | Siemens & Halske, Bauart 1907             |
| 9         | 1949           | 2003          | elektromechanisches Stellwerk, Bauart E43 |
| 10        | 1945           | 17. Okt. 2001 | Siemens & Halske, Bauart 1912             |
| 11        | 1933           | 2. Mai 2011   | Siemens & Halske, Bauart 1912             |
| 12        | 1911           | 8. Nov. 2013  | Siemens & Halske, Bauart 1901             |
| 13        | 1946           | 27. Okt. 2006 | Siemens & Halske, Bauart 1912             |
| ESTW      | 11. Nov. 2013  | –             | Thales L 90                               |